# Хефестион
 Тази статия е за древния македонец.  За храма на Хефест в Атина вижте Хефестейон (храм).  
Хефестион (на старогръцки: Ἡφαιστίων, Hephaistion, * 360 г. пр. Хр. в Пела, Македония, † зимата 324/323 г. пр. Хр. в Екбатана), син на Аминтор, е македонски благородник, най-близък приятел, военачалник, телохранител, организатор и вероятно любимият на Александър Велики. Той се издига до втория мъж в царството.
Хефестион е на една възраст с Александър, расте заедно с него в Пела, и двамата са обучавани от Аристотел.
През 327 г. пр. Хр. той е в Индия и по нареждане на Александър основава множество градове.
Той е най-главният (somatophylax) от 33 телохранители (трирархи) на Александър. През пролетта 324 г. пр. Хр. той е повишен на хилиарх и е командир на над 1000 мъже от царския телохранителен гвардейски полк и също на цялата телохранителна гвардия от 10 000 „неумиращи“. Той е вторият по ранг след царя. На масовата сватба в Суза Александър го жени за Дрипетис, дъщерята на победения персийски велик цар Дарий III и сестра на неговата годеница с името Статеира; понеже синовете им трябва да са братовчеди. Така Хефестион става зет на Александър и член на великата царска фамилия.
През късната есен 324 г. пр. Хр. Хефестион се разболява в Екбатана и умира на седмия ден, без да може Александър да го види жив. Александър тъгува много, три дена не ял и пил, и нарежда траур в цялата империя. Жреците от „Оаза Сива“ не му разрешават да го издигне на бог, а само на герой (херос). Той му издига два геройски храма – в Александрия и на остров Фарос, където е стоял световноизвестният фар.
Трупът му е грижливо балсимиран. Пердика получава задачата да го пренесе във Вавилон, където следващата година обществено е изгорен и погребан. За строежа на 5-етажната гробница с форма на вавилонска стълбищна пирамида и провеждане на траурни игри са били необходими 10 000 – 12 000 таланта. Създадената за Хефестион служба хилиарх повече не е давана, за да се запази споменът за него.
В Екбатана (днес Хамадан, Иран) Александър поставя каменен лъв като паметник за Хефестион.